# 黄萼雪地黄耆
黄萼雪地黄耆（学名：Astragalus nivalis var. aureocalycatus）为豆科黄耆属下的一个变种。

## 扩展阅读
- 維基物種上的相關：黄萼雪地黄耆